# Bảo tàng Silesian

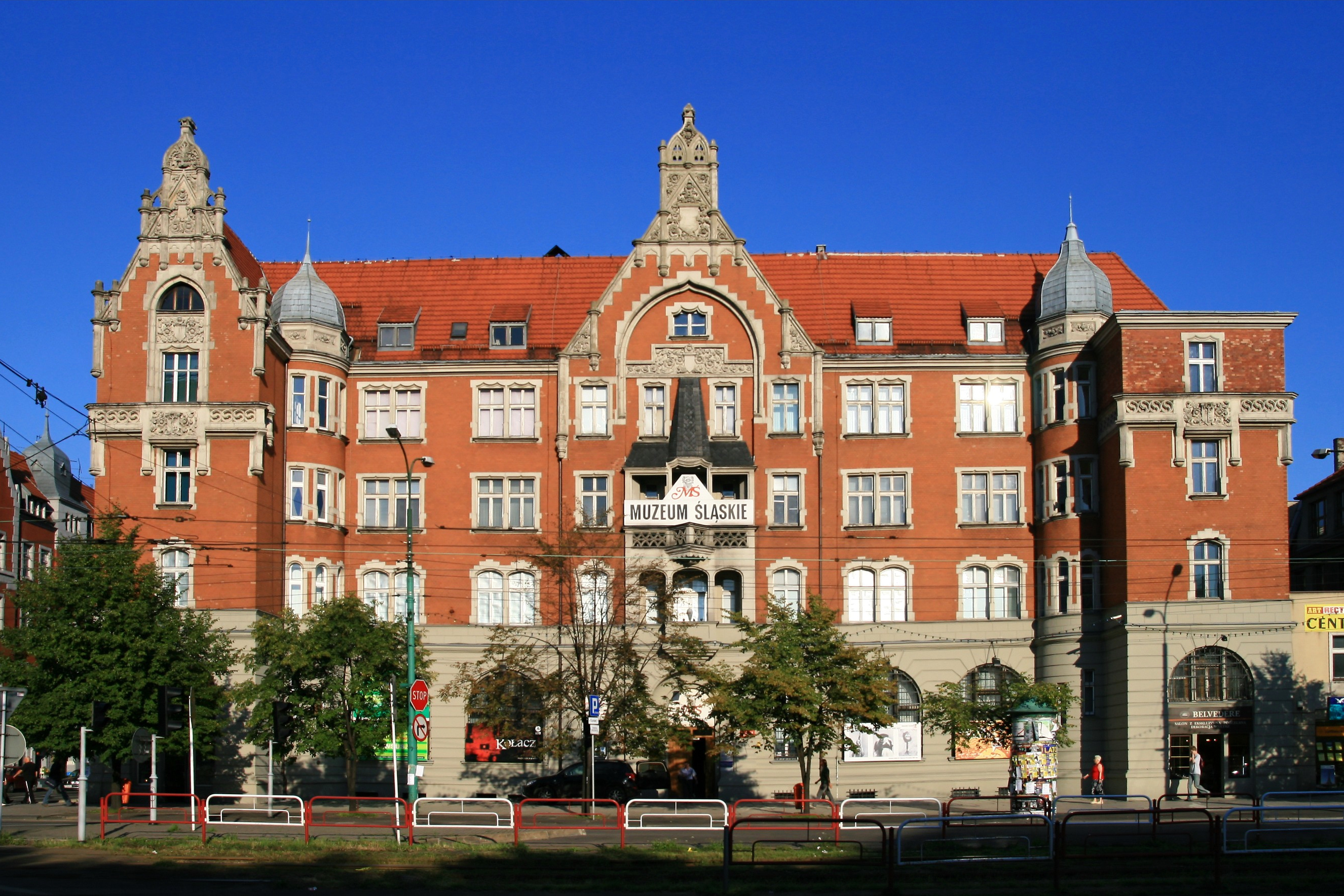
Khuôn viên khách sạn Grand, từ năm 2015 diễn ra triển lãm tạm thời

Bảo tàng Silesian (tiếng Ba Lan: Muzeum Śląskie) là một bảo tàng ở thành phố Katowice, Ba Lan. 

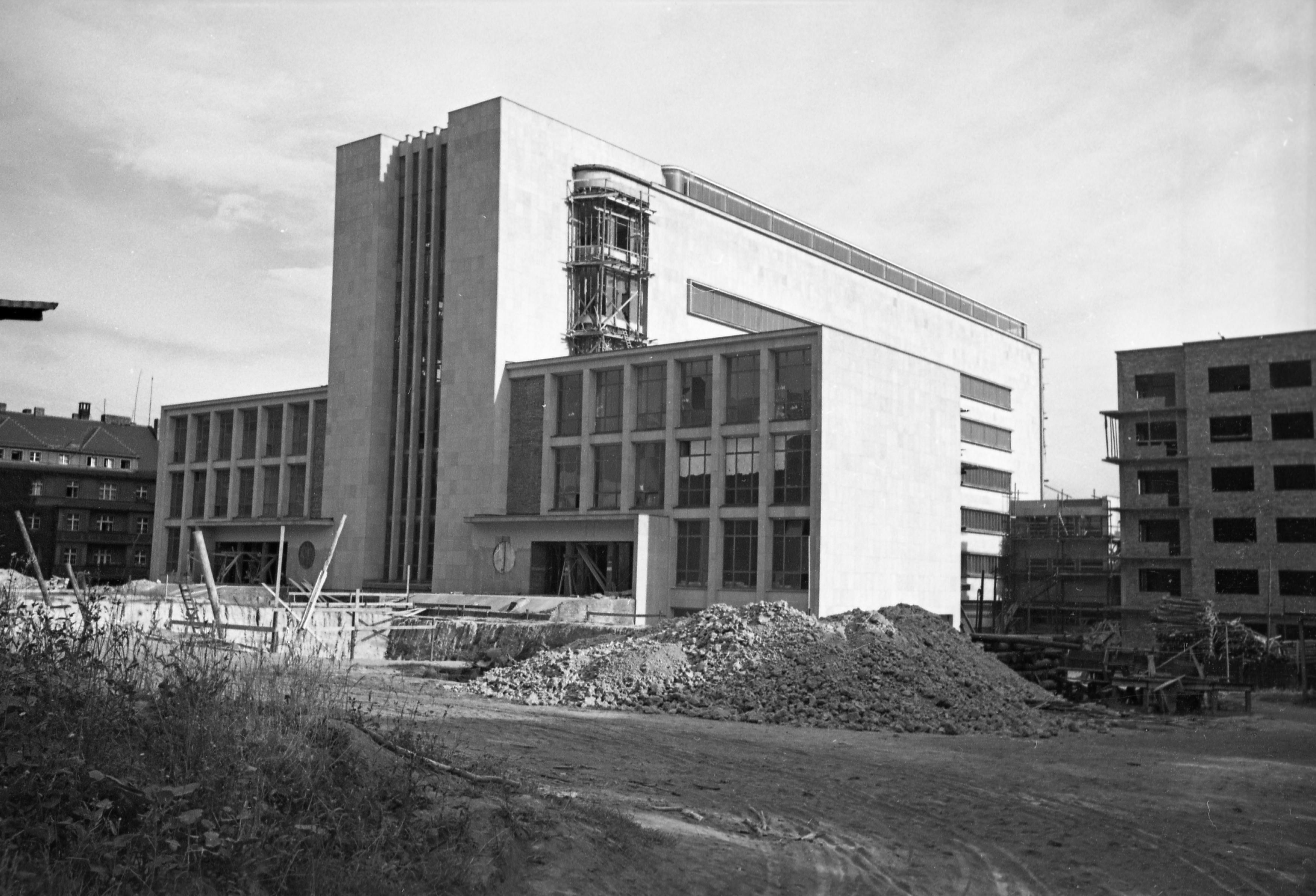
Tòa nhà không tồn tại của Bảo tàng Silesian, gần đường phố hiện tại Henryk Dąbrowskiego 23 ở Katowice

## Lịch sử
Bảo tàng được thành lập vào năm 1929 bởi Silesian Sejm, trong khi khu vực đang phục hồi từ sau cuộc nổi dậy của người Silesia. Trong giai đoạn giữa 2 cuộc chiến tranh, Bảo tàng Silesian là một trong những bảo tàng lớn nhất ở Ba Lan. Tuy nhiên, Đức quốc xã đã mang bộ sưu tập đến Bytom và đập nát tòa nhà vào năm 1940. Năm 1984, bảo tàng được phục hồi trong khách sạn Grand cũ. Vào năm 2015, một khuôn viên mới đã được mở trên địa điểm của hầm mỏ mỏ Katowice cũ (Xem bài viết bằng tiếng Đức hoặc bài viết bằng tiếng Ba Lan) do Carl Lazarus Henckel von Donnersmarck sáng lập bao gồm các tòa nhà cũ, nhưng không gian triển lãm chính nằm dưới lòng đất.

## Bộ sưu tập
Triển lãm thường trực  bao gồm:

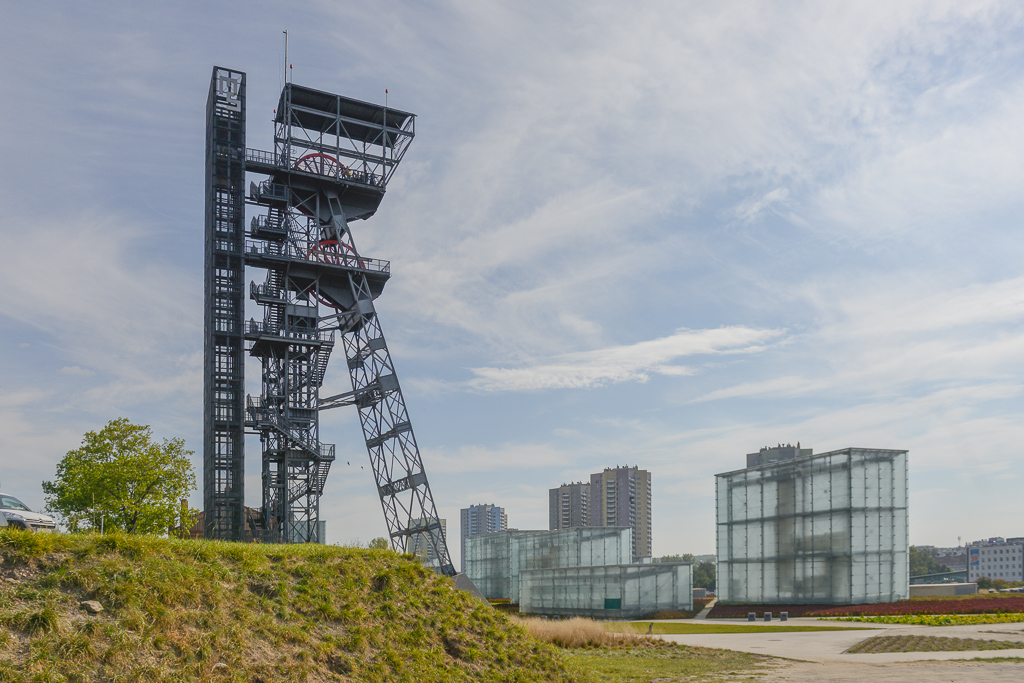
Trục mỏ Warszawa, hiện là một phần của Bảo tàng Silesian

- Thượng Silesia trong suốt lịch sử, được trình bày bằng tiếng Ba Lan, tiếng Anh và tiếng Đức, và đặc biệt là giải quyết các vấn đề nhạy cảm như di sản văn hóa Đức và mối quan hệ với Đức - chủ đề cấm kỵ dưới chế độ Cộng sản.[3]
- Nghệ thuật Ba Lan 1800-1945
- Phòng trưng bày nghệ thuật không chuyên
- Nghệ thuật Ba Lan sau năm 1945
- Lần theo dấu vết của Tomek Wilmowski
- Nghệ thuật linh thiêng
- Công nghiệp Silesia
- Phòng thí nghiệm không gian sân khấu
- Ngành công nghiệp Silesia trong sản xuất vũ khí của thế kỷ 19-20.

### Các nghệ sĩ trưng bày
Trong số các tác phẩm nghệ thuật của Ba Lan, đáng chú ý bức chân dung của các nghệ sĩ Stanisław Wyspianski, bức tranh của Olga Boznańska, Henryk Rodakowski, Jan Matejko, Józef Chełmoński, Aleksander Gierymski, Jacek Malczewski, Leon Wyczółkowski, Józef Pankiewicz, Władysław Podkowiński, và Jan Stanisławski. Các nghệ sĩ khác được trưng bày từ bộ sưu tập gốc của họ, được trả về lại từ Bytom, là:
- Jan Cybis
- Henryk Derczynski
- Tadeusz Makowski
- Józef Mehoffer
- Piotr Michałowski
- Tymon Niesiołowski [pl]
- Stanisław Witkiewicz
- Woldtkiewicz

Nhiều nghệ sĩ đương đại có tác phẩm trưng bày là: Edward Dwurnik  Adam Marczyński, Andrzej Wroblewski, Tadeusz Kantor, Jerzy Nowosielski, Władysław Hasior, Zdzisław Beksiński, Lech Majewski, Zbigniew Libera, Natalia LL.

## Hình ảnh

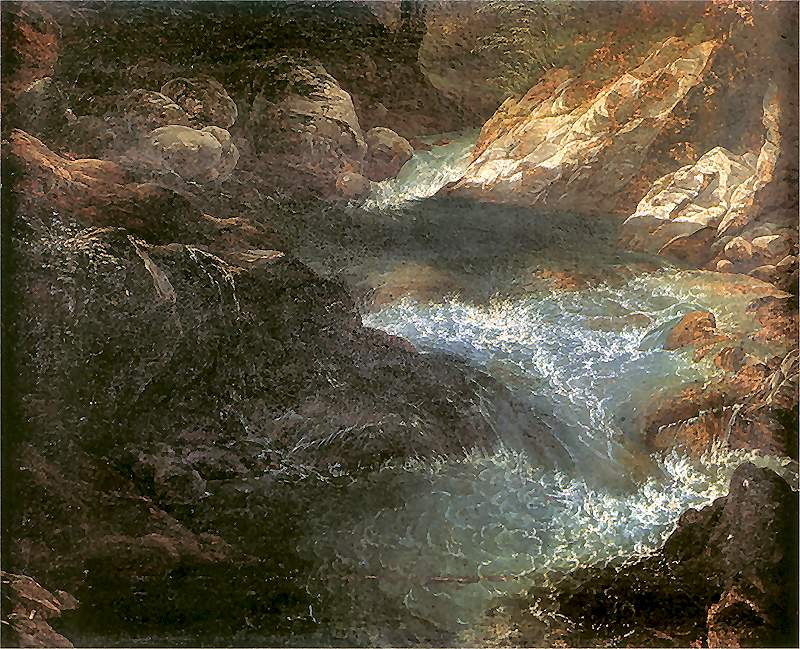
Suối núi, Jan Nepomucen Głowacki
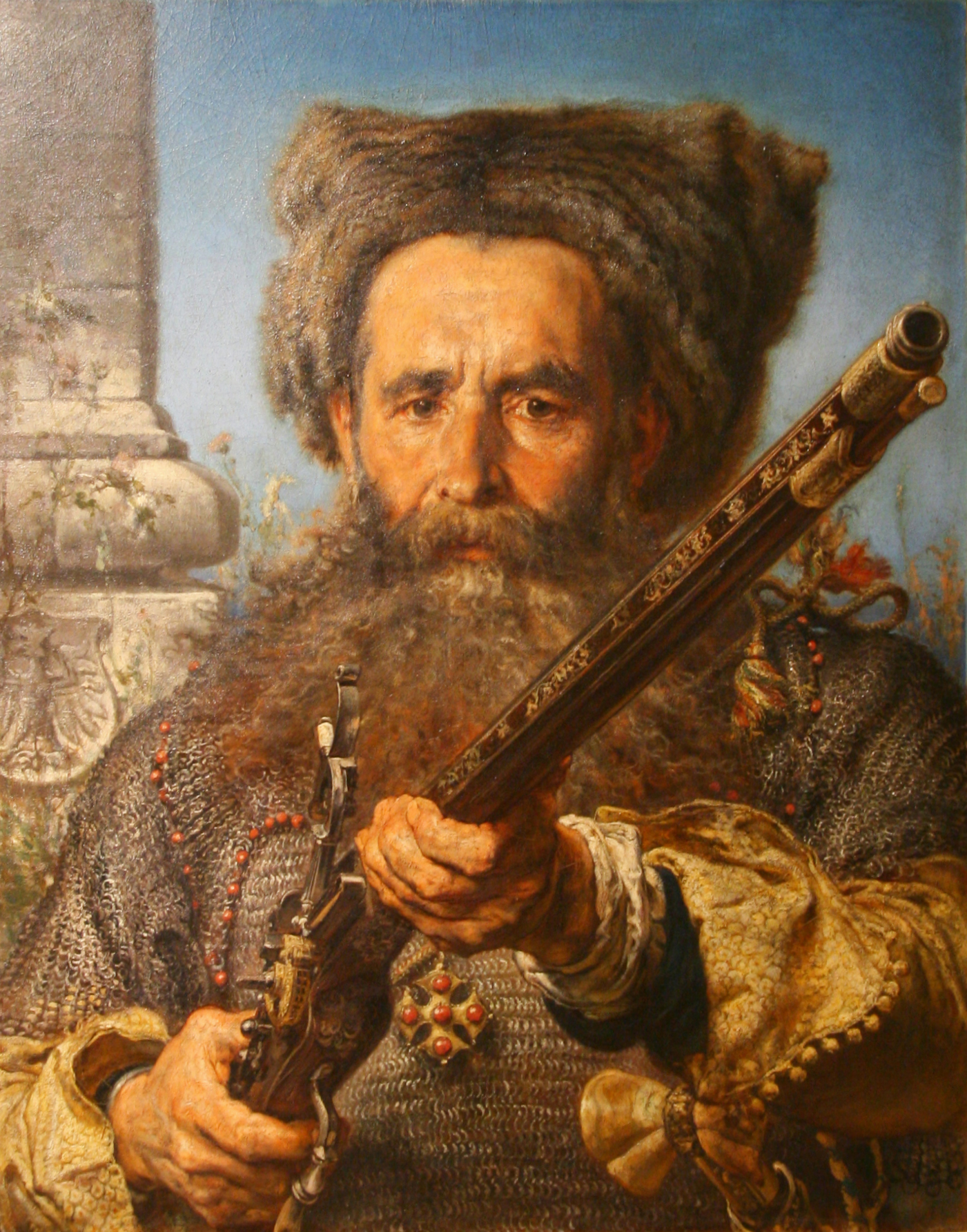
Chân dung của Hetman Ostafij Daszkiewicz, Jan Matejko
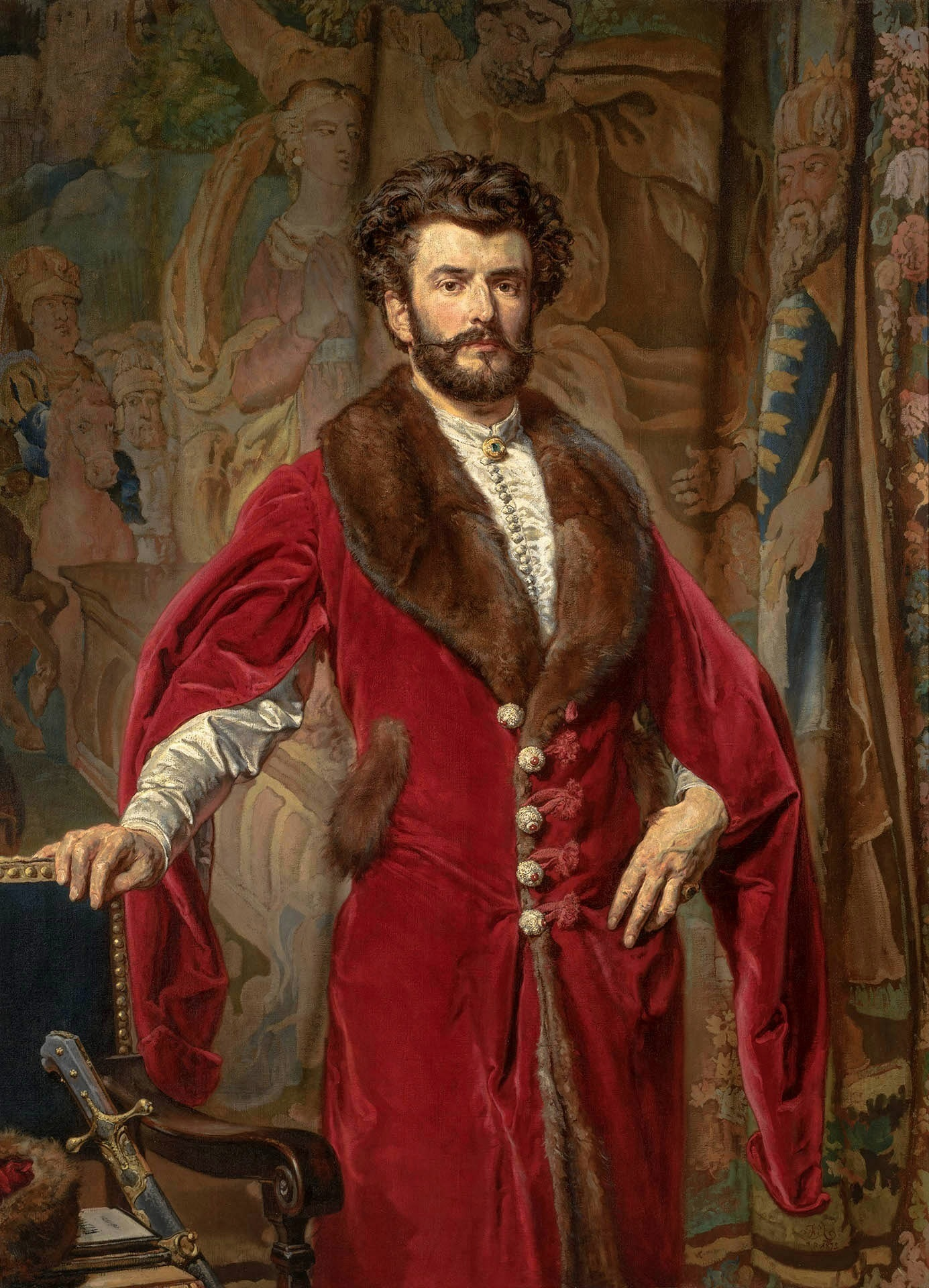
Chân dung của Józef Ciechoński, Jan Matejko
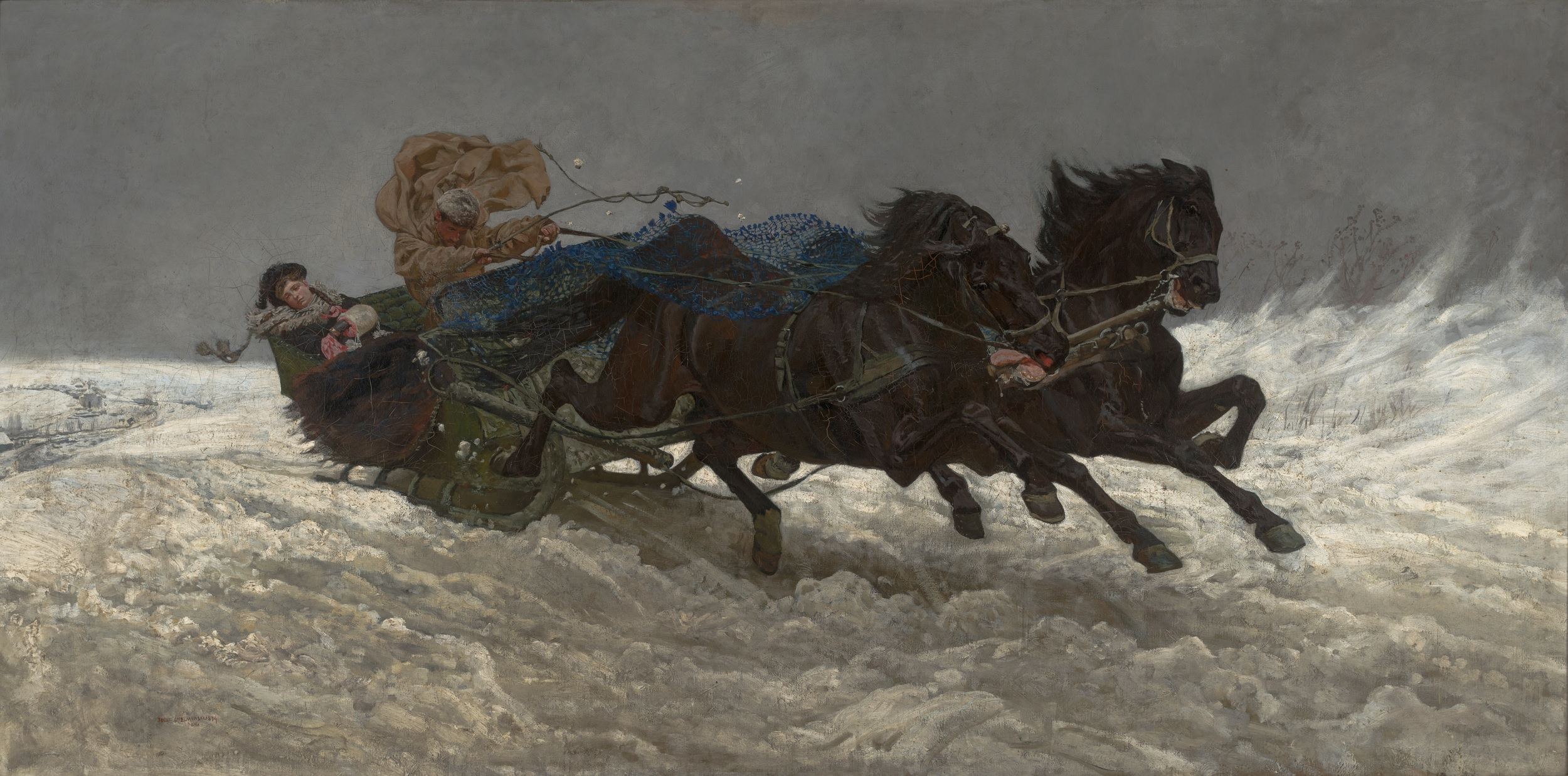
Lái xe trượt tuyết, Józef Chełmoński
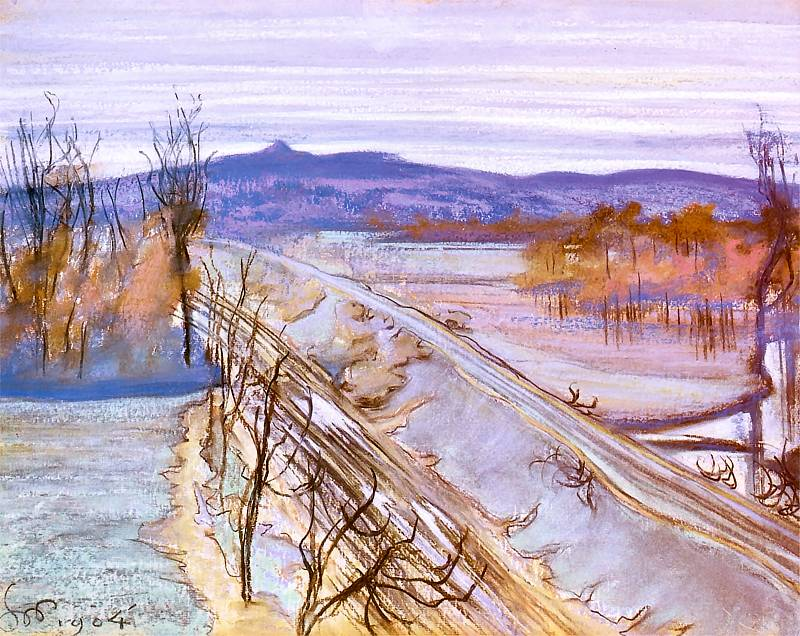
Quang cảnh của Kościuszko Mound, Stanisław Wyspiański
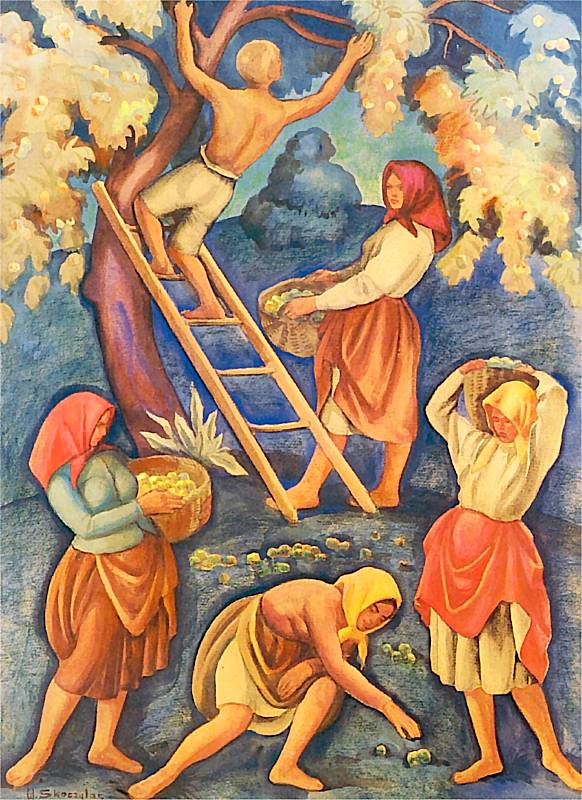
Chọn trái cây, Władysław Skoczylas
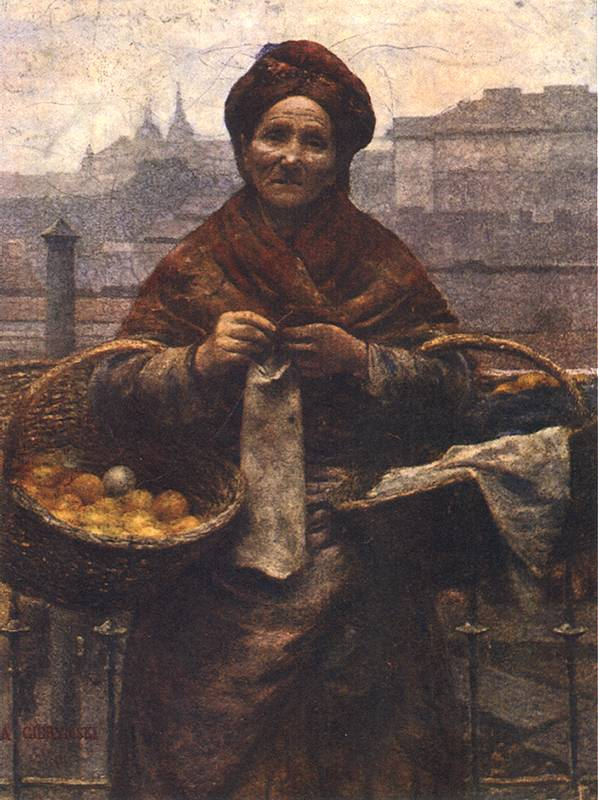
Người Do Thái với Lemons, Aleksander Gierymski
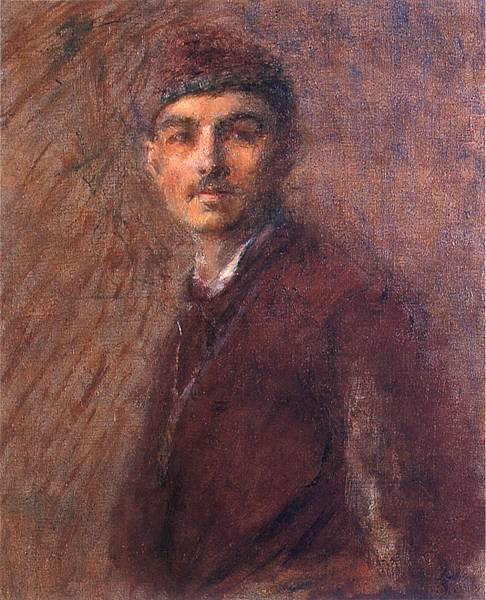
Tự phác họa, Władysław Podkowiński
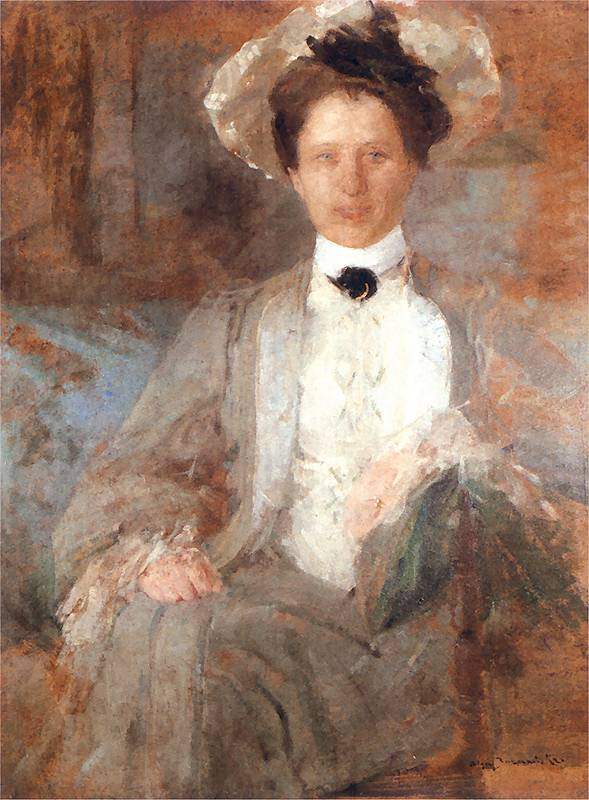
Chân dung của một người phụ nữ trong một chiếc mũ, Olga Boznańska
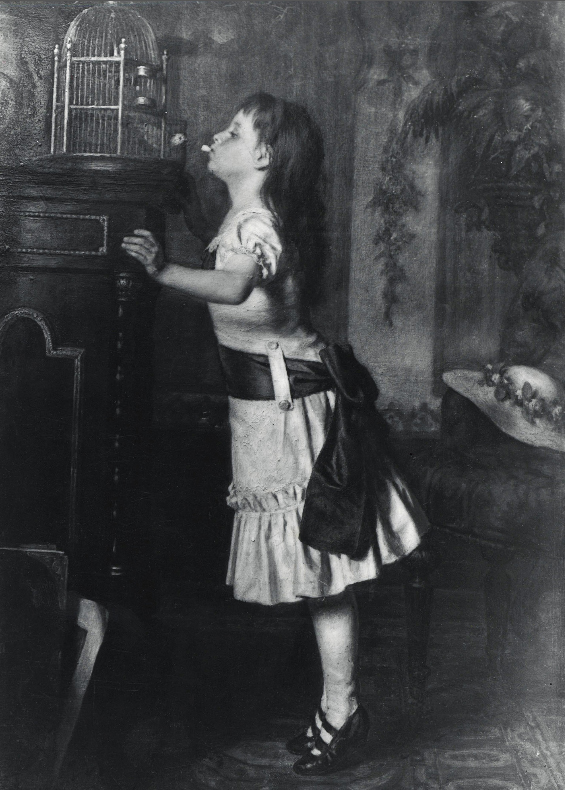
Cô gái với chim hoàng yến, Leopold Loeffler. Thuộc sở hữu của Bảo tàng, bị mất trong khoảng thời gian 1939-1945, được trả lại vào năm 2015.